# Trachea anguliplaga
Trachea anguliplaga är en fjärilsart som beskrevs av Walker 1858. Trachea anguliplaga ingår i släktet Trachea och familjen nattflyn. Inga underarter finns listade i Catalogue of Life.